# Fotbalový Klub Viktoria Žižkov
El Fotbalový Klub Viktoria Žižkov (AFI: [ˈʒɪʃkof]) es un club de fútbol de la República Checa de la ciudad de Praga. Fue fundado en 1903 y juega actualmente en la Druhá liga, la Segunda División de la República Checa.

## Uniforme
- Uniforme titular: Camiseta roji-blanca, pantalón blanco medias blancas.
- Uniforme alternativo: Camiseta azul, pantalón negro, medias negras.

## Palmarés

### Títulos nacionales
- Copa de la República Checa (2): 1994, 2001
- Druhá liga (1): 2007
- Bohemian Football League (1): 2023
- Primera División de Checoslovaquia (1): 1928

## Participación en competiciones europeas
| Temporada | Competición      | Ronda | Club                 | Cómputo global | Ida     | Vuelta  |
| --------- | ---------------- | ----- | -------------------- | -------------- | ------- | ------- |
| 1928      | Copa Mitropa     | 1/4   | Građanski HŠK Zagreb | 8-4            | 2-3 (F) | 6-1 (C) |
| 1928      | Copa Mitropa     | 1/2   | SK Rapid Wien        | 6-6 BW 1-3     | 4-3 (C) | 2-3 (F) |
| 1994/95   | Recopa de Europa | Q     | IFK Norrköping       | 4-3            | 1-0 (C) | 3-3 (F) |
| 1994/95   | Recopa de Europa | 1R    | Chelsea FC           | 2-4            | 2-4 (F) | 0-0 (C) |
| 2001/02   | UEFA Cup         | 1R    | FC Tirol Innsbrück   | 0-1            | 0-0 (C) | 0-1 (F) |
| 2002/03   | UEFA Cup         | Q     | SP Domagnano         | 5-0            | 2-0 (F) | 3-0 (C) |
| 2002/03   | UEFA Cup         | 1R    | Rangers FC           | 3-3 u          | 2-0 (C) | 1-3 (F) |
| 2002/03   | UEFA Cup         | 2R    | Real Betis           | 0-4            | 0-1 (C) | 0-3 (F) |
| 2003/04   | UEFA Cup         | Q     | Zhenis Astana        | 6-1            | 3-0 (C) | 3-1 (F) |
| 2003/04   | UEFA Cup         | 1R    | Brøndby IF           | 0-2            | 0-1 (F) | 0-1 (C) |